# NGC 1792
NGC 1792 là một thiên hà xoắn ốc nằm trong chòm sao Columbia. Nó được James Dunlop phát hiện vào ngày 4 tháng 10 năm 1826. 